# 羅克沃爾縣 (德克薩斯州)
羅克沃爾縣（英語：Rockwall County）位美国德克萨斯州北部的一個縣，面積385平方公里，是全州面積最小的縣。根据2020年美國人口普查，共有人口10萬7,819人。縣治羅克沃爾（Rockwall）。該縣成立於1873年3月1日，縣政府成立於4月23日。縣名來自縣治：1851年在城址發現一道石牆。